# Molinia
Molinia es un género de plantas herbáceas perteneciente a la familia de las poáceas. Es originario de Eurasia.

## Descripción
Son plantas perennes, cespitosas. Hojas con limbo plano. Espiguillas comprimidas lateralmente, con flores articuladas sobre la raquilla. Glumas 2, membranosas, más corta que las flores, subiguales; la inferior uninervada; la superior con 1-3 nervios. Callo peloso. Lema papirácea, trinervada. Pálea con 2 quillas.

## Taxonomía
El género fue descrito por Franz Paula von Schrank y publicado en Baiersche Flora 1: 100, 334. 1789. La especie tipo es: Molinia varia Schrank.
Etimología
Molinia nombre genérico que debe su nombre al sacerdote chileno Juan Ignacio Molina.
Citología
El número cromosómico básico es x = 9, con números cromosómicos somáticos de 2n = 18, 36 y 90. diploide y series poliploides. Los cromosomas son relativamente pequeños.

## Especies
- Molinia caerulea (L.) Moench
- Molinia japonica Hack.[5][6]